# Sandro Viletta
Sandro Viletta (Graubünden, Švicarska, 23. siječnja 1986.) je švicarski alpski skijaš. Svoj debi na Svjetskom skijaškom kupu ostvario je u studenom 2006. godine. Tada je osvojio broncu na Svjetskom juniorskom prvenstvu u kanadskom Quebecu. Prva pobjeda na SSK-u ostvarena je u prosincu 2011. tijekom sezone 2011./12. i to u američkom Beaver Creeku u disciplini superveleslaloma.
Na Olimpijadi u Sočiju 2014., Viletta je osvojio zlato u super kombinaciji ispred Ivice Kostelića i Christofa Innerhofera.

## Olimpijske igre

### OI 2014. Soči
| Soči 2014. Finale - super kombinacija | Soči 2014. Finale - super kombinacija | Soči 2014. Finale - super kombinacija |
| RANG                                  | Natjecatelj                           | Vrijeme                               |
| ------------------------------------- | ------------------------------------- | ------------------------------------- |
|                                       | Sandro Viletta                        | 2:45.20                               |
|                                       | Ivica Kostelić                        | 2:45.54                               |
|                                       | Christof Innerhofer                   | 2:45.67                               |

## Vanjske poveznice
- Službena internetska stranica  Arhivirana inačica izvorne stranice od 6. lipnja 2017. (Wayback Machine)